# Above aerodrome level
Above aerodrome level, afgekort AAL, is een luchtvaartterm. Het wil zeggen, de hoogte, gemeten vanaf het terreinniveau van het referentiepunt op het vliegveld.
Andere methoden om de vlieghoogte uit te drukken zijn: 
- Above mean sea level, afgekort AMSL – boven gemiddeld zeeniveau;
- Above ground level, afgekort AGL – boven terreinniveau;
- Flight level, afgekort FL – een niveau van constante luchtdruk.